# 戈特拉
戈特拉（羅馬化：Godhra）是印度古吉拉特邦班杰默哈尔斯县的一个城镇。总人口121852（2001年）。

## 人口
该地2001年总人口121852人，其中男性63143人，女性58709人；0—6岁人口17023人，其中男9052人，女7971人；识字率72.57%，其中男性为78.47%，女性为66.22%。